# Vịnh Hammamet

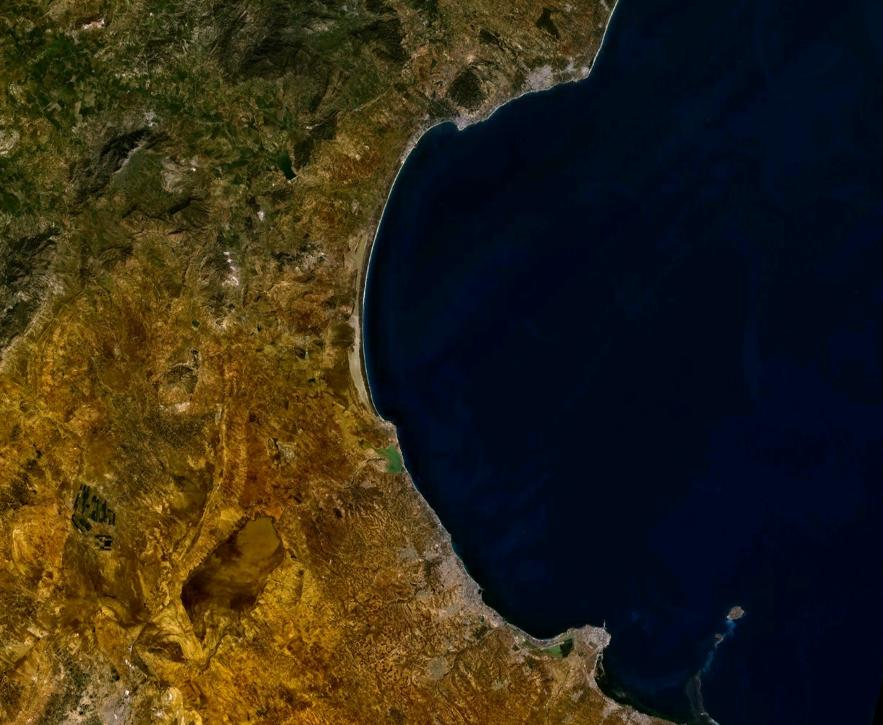
Vịnh Hammamet chụp từ vệ tinh

Vịnh Hammamet (tiếng Ả Rập: خليج الحمامات) là một vịnh lớn ở ngoài bờ dông bắc của  Tunisia, thuộc Địa Trung Hải, ở phía nam bán đảo cap Bon.
Về phía bắc, vịnh giáp ranh với cape Ras Maamoura, gần thành phố Béni Khiar; về phía nam giáp với thành phố Monastir. Tên vịnh được gọi theo tên thành phố Hammamet ở phía bắc.
Các thành phố chính nằm quanh bờ vịnh này là Nabeul, Hammamet, Hergla, Chott Meriem và Sousse. Các thành phố Monastir và Sousse là các điểm du lịch hấp dẫn của Tunisia.